# Лондонски договор (1915)
Вижте пояснителната страница за други значения на Лондонски договор.
Лондонският договор е тайно споразумение между Кралство Италия от една страна и страните от Антантата, подписано в Лондон на 26 април 1915 г. По силата на лондонския пакт с представителите на Великобритания, Франция и Русия, Италия се присъединява към Антантата. Този договор определя условията за влизането на Италия в Първата световна война.
Според споразумението, Италия изоставя Тройния съюз и се присъединява към Антантата при условията на предходното тайно споразумение, подписано в Лондон на 4 – 5 септември 1914 г. В изпълнение на лондонския договор, на 23 май 1915 г. Италия обявява война на Германия и Австро-Унгария, с което е изпълнено условието от договора в едномесечен срок от подписването му Италия да обяви война на двете страни.
В замяна на войната срещу Германия и Австро-Унгария, страните от Антантата обещават на Италия:
1. Тирол до алпийския вододел;
2. Триест;
3. Горица и Градишка;
4. Истрия, без Риека;
5. част от Вътрешна Крайна;
6. Северна Далмация със Задар и повечето далматински острови;
7. Додеканезите;
8. Вльора (виж Валонско княжество)
9. протекторат над Албания;
10. част от азиатските и африкански колонии на Германия.

По силата на Лондонския пакт на Кралство Сърбия са гарантирани:
1. далматинското крайбрежие между река Кърка и Стон, включително полуостров Пелешац;
2. Сплит;
3. остров Брач.

По силата на Лондонския пакт на Кралство Черна гора са гарантирани:
1. далматинското крайбрежие между Будва и Стон, включително Дубровник с Которския залив, но без полуостров Пелешац, който остава за Сърбия;
2. част от северноалбанското крайбрежие.

Лондонският пакт също така обещава на Кралство Сърбия и:
1. Босна и Херцеговина;
2. Срем;
3. Бачка;
4. Славония;
5. част от територията на Албания.

По италианско настояване бъдещия статут на част от хърватското крайбрежие (Хърватско приморие) между Задар и Истрия остава за решаване след края на войната, което води до известния спор за Далмация. Италия настоява Сърбия да не бъде уводомявана за споразумението, обаче на 4 август 1915 г. съюзниците изпращат официално писмо до сръбските власти, потвърждавайки следвоенните териториални претенции на Сърбия и Черна гора.
Споразумението е пазено в държавна тайна, обаче след Октомврийската революция в Русия (публикувано е във вестник „Известия“ още през ноември 1917 г.) то става публично достояние на всички.
На Парижката мирна конференция представителите на Италия настояват за преговори само с представители на Сърбия и Черна гора, но не и на победени страни включени в състава на новото Кралство на сърби, хървати и словенци, понеже участници в конференцията са хървати и словенци – бивши австро-унгарски депутати и министри.
Споразумението е отхвърлено от САЩ в лицето на президента Удроу Уилсън в частта за италианските претенции към Далмация, което води до печално известния спор за Далмация и по-сетнешното създаване на Тристранния пакт.